# Llamellín
Llamellín è un comune del Perù, situato nella Regione di Ancash e capoluogo della Provincia di Antonio Raymondi.